# Shimada-juku

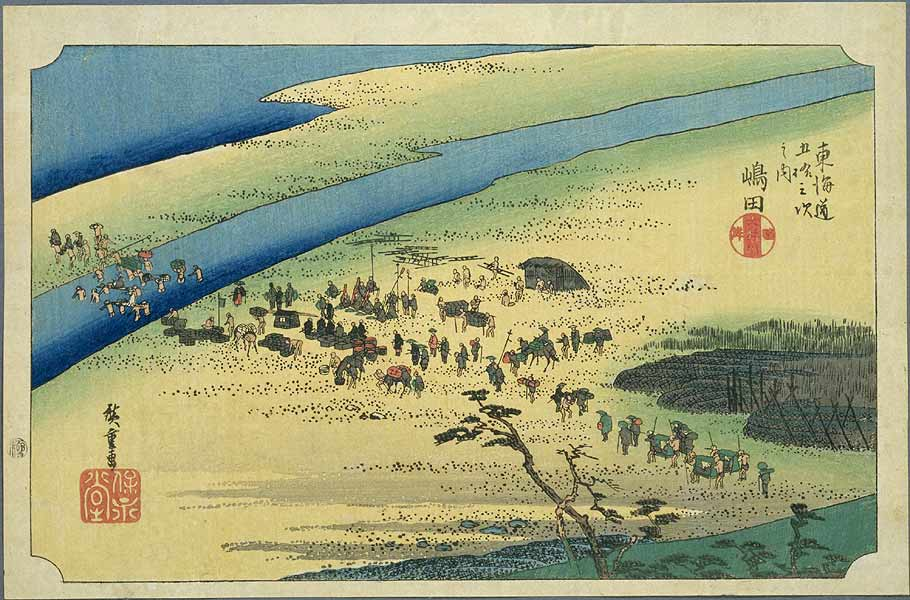
Shimada-juku dans les années 1830, estampe de Hiroshige de la série Les Cinquante-trois Stations du Tōkaidō.

Shimada-juku (島田宿, Shimada-juku) était la vingt-troisième des cinquante-trois stations du Tōkaidō. Elle est située à Shimada, préfecture de Shizuoka au Japon.

## Histoire
Shimada-juku était située sur la rive gauche (du côté d'Edo) de la Ōi-gawa, juste en face de Kanaya-juku, la station voisine. Le shogunat Tokugawa avait expressément interdit la construction de tout pont ou service de ferry sur la rivière, forçant les voyageurs à patauger dans les bas-fonds. Mais quand la rivière était en crue à cause de longues ou fortes pluies, le passage en était presque impossible. Durant les périodes de longues pluies, les visiteurs étaient souvent contraints de rester plusieurs jours à Shimada-juku, ce qui augmentait leurs dépenses.
Un dicton à propos de Shimada-juku était « Tu peux parcourir les 8 li vers Hakone, mais pour y parvenir, tu dois traverser l'infranchissable rivière Ōi » (箱根八里は馬でも越すが　越すに越されぬ大井川, Hakone hachiri wa uma demo kosu ga / kosu ni kosarenu Ōigawa).
La classique estampe ukiyoe d'Ando Hiroshige (édition Hoeido) de 1831-1834 montre des voyageurs traversant les bas-fonds et bancs de sable de la rivière. Certains sont à pied, d'autres portés par des serviteurs et d'autres enfin dans des kago.